# 8957 Кодзьоноцукі
8957 Кодзьоноцукі (8957 Koujounotsuki) — астероїд головного поясу, відкритий 22 березня 1998 року.
Тіссеранів параметр щодо Юпітера — 3,597.
Названо на честь пісні Кодзьоноцукі (яп. こうじょうのつき(荒城の月) ко:дзьо:ноцукі) в перекладі Місяць над руїнами замку. Композитор Такі Рентаро (яп. 滝廉太郎)